# Peter Mokaba Stadium
Peter Mokaba Stadium je víceúčelový stadion sloužící zejména pro fotbal a ragby v Polokwane (provincie Limpopo, Jihoafrická republika). Pojme 45 500 diváků. Kromě toho stadion slouží jako kulturní zařízení s možností pořádání koncertů. Tento stadion využívá při koncertních turné mnoho zpěváků a hudebníků. Stadion je domovem ragbyového týmu Limpopo Blue Bulls a fotbalových klubů Polokwane City FC a Baroka FC. 
Jde o jeden z pěti nových stadionů, které byly postaveny pro Mistrovství světa ve fotbale v roce 2010. Tvar velké betonové konstrukce je inspirován místním stromem zvaným baobab, s ocelovou konstrukcí, která drží plochou střechu z každého rohu stadionu. Byl pojmenován po Peteru Mokabaovi, což byl bývalý vůdce ANC Youth League, který bojoval proti apartheidu a poslanec jihoafrického parlamentu. Po Mistrovství světa ve fotbale 2010 hostil ještě zápasy Afrického mistrovství národů v roce 2014.